# Colton, Staffordshire
Colton är en ort och civil parish i Storbritannien.   Den ligger i grevskapet Staffordshire och riksdelen England, i den södra delen av landet, 190 km nordväst om huvudstaden London. Colton ligger 77 meter över havet och antalet invånare är 702.
Terrängen runt Colton är platt. Runt Colton är det tätbefolkat, med 286 invånare per kvadratkilometer. Närmaste större samhälle är Rugeley, 2,6 km söder om Colton. Trakten runt Colton består till största delen av jordbruksmark.